# Luka Pibernik
Luka Pibernik (Ljubljana, 23 d'octubre de 1993) és un ciclista eslovè, professional des del 2012 fins al 2020. En el seu palmarès destaquen dos campionats nacionals en ruta, el 2013 i 2015.

## Palmarès
- 2013
  -  Campió d'Eslovènia en ruta
  - Vencedor d'una etapa del Czech Cycling Tour
- 2015
  -  Campió d'Eslovènia en ruta
  - Vencedor d'una etapa a l'Eneco Tour

### Resultats al Tour de França
- 2016. 102è de la classificació general

### Resultats al Giro d'Itàlia
- 2017. 100è de la classificació general

### Resultats a la Volta a Espanya
- 2018. 142è de la classificació general
- 2019. 109è de la classificació general